# Bamboetextiel

Tencel / bamboe, half synthetisch textiel, tencel garen en T-shirt, bamboegaren en vezel, bamboe sok en stalen bamboetextiel

Bamboetextiel is textiel gemaakt van cellulosevezels afkomstig van de bamboeplant. Meestal is dit textiel van viscose (kunstzijde, rayon), gemaakt door deze cellulosevezels chemisch te behandelen in het zogenoemde viscoseproces.  
Het kweken van bamboe heeft een aantal voordelen ten opzichte van de teelt van katoen (eveneens een cellulosevezel). Zo zijn er voor bamboe veel minder pesticiden nodig en is het een enorm snel groeiende plant. Echter bij de verwerking van ruwe bamboevezels in het viscoseproces worden er risicovolle chemicaliën gebruikt als koolstofdisulfide. Wanneer er geen maatregelen worden genomen kan dit schade veroorzaken bij werknemers en aan het milieu. 
Bamboe groeit op alle soorten ondergrond en groeit na het wegkappen weer vanzelf aan. Hierdoor kan het geteeld worden in gebieden die anders ongeschikt zijn voor landbouw. Bamboe kent vele soorten. De soort die voor textiel gebruikt wordt is moso-bamboe (Phyllostachys edulis), vaak geteeld in China.